# Sergio Chiesa (atleta)
Sergio Chiesa (Villa d'Almè, 7 settembre 1972) è un maratoneta e fondista di corsa in montagna italiano.

## Biografia
Ad inizio carriera gareggia su varie distanze (a livello giovanile aveva gareggiato anche nei 5 e 10 km di marcia, oltre che saltuariamente su distanze del mezzofondo veloce), ma negli anni si specializza sul fondo e, in particolare, nella maratona, oltre che saltuariamente anche in competizioni di corsa in montagna. Si ritira dall'attività agonistica nel 2008, salvo poi riprendere a gareggiare nel 2011. Con il suo personale in maratona di 2h10'30" occupa la diciassettesima posizione nella graduatoria italiana all time dei tempi su tale distanza.
Nel 2000 si è piazzato in quinta posizione ai Mondiali di corsa in montagna, nei quali ha anche vinto una medaglia d'oro a squadre.
Nel 2001 ha vinto la medaglia d'oro nella maratona dei XIV Giochi del Mediterraneo a Tunisi, con il tempo di 2h21'07".
Nel 2002 partecipa ai Campionati Europei, gareggiando nella maratona, che conclude in ventunesima posizione con il tempo di 2h19'43".
Nel 2003 si piazza in trentacinquesima posizione ai Mondiali di mezza maratona, con un tempo di 1h04'34".

## Palmarès
| Anno | Manifestazione                | Sede              | Evento      | Risultato | Prestazione | Note |
| ---- | ----------------------------- | ----------------- | ----------- | --------- | ----------- | ---- |
| 2000 | Mondiali di corsa in montagna | Bergen            | Individuale | 5º        | 50'39"      |      |
| 2000 | Mondiali di corsa in montagna | Bergen            | A squadre   | Oro       | 46 p.       |      |
| 2001 | Giochi del Mediterraneo       | Tunisi            | Maratona    | Oro       | 2h21'07"    |      |
| 2002 | Europei                       | Monaco di Baviera | Maratona    | 21º       | 2h19'43"    |      |
| 2003 | Mondiali di mezza maratona    | Vilamoura         | Individuale | 35º       | 1h04'34"    |      |

## Campionati nazionali
1997
- 16º ai campionati italiani di maratona - 2h26'50"

2002
- 53º ai campionati italiani di corsa campestre - 38'44"

2004
- 10º ai campionati italiani assoluti, 5000 m - 14'13"14
- 16º ai campionati italiani di maratonina - 1h05'40"

2005
- 8º ai campionati italiani di maratonina - 1h06'52"

## Altre competizioni internazionali
1996
- 49º alla Maratona di Torino ( Torino) - 2h32'33"
- 21º alla Maratona di Cesano Boscone ( Cesano Boscone) - 2h28'22"

1997
- 24º alla Maratona d'Italia ( Carpi) - 2h26'50"[4]

1998
- Oro alla Maratona di Bergamo ( Bergamo) - 2h19'06"

1999
- 14º alla Maratona di Venezia ( Venezia) - 2h18'28"
- Bronzo alla Maratona di Bergamo ( Bergamo) - 2h22'13"
- Oro alla Maratona di Reggio Emilia ( Reggio Emilia) - 2h16'55"
- Bronzo alla Maratona dei Luoghi Verdiani ( Busseto) - 2h19'52"
- Argento alla Mezza maratona di Monza ( Monza) - 1h05'42"
- 4º alla Mezza maratona di Ravenna ( Ravenna) - 1h06'06"
- 18º al Giro Media Blenio ( Dongio) - 31'05"

2000
- 8º alla Maratona d'Italia ( Carpi) - 2h15'34"
- 7º alla Padova Marathon ( Padova) - 2h21'34"
- Argento alla Maratona di Bergamo ( Bergamo) - 2h17'38"
- 13º alla Mezza maratona di Como ( Como) - 1h04'53"
- 13º al Giro Media Blenio ( Dongio) - 30'48"

2001
- 5º alla Milano Marathon ( Milano) - 2h10'30"
- 5º alla Maratona di Torino ( Torino) - 2h12'27"
- Argento alla Maratona di Bergamo ( Bergamo) - 2h20'10"
- Oro alla 30 km di Novellara ( Novellara) - 1h34'31"
- 6º alla Mezza maratona di Palermo ( Palermo) - 1h04'34"
- 5º alla Mezza maratona di Ravenna ( Ravenna) - 1h05'12"
- 20º al Giro Media Blenio ( Dongio) - 31'27"
- 28º alla BOclassic ( Bolzano) - 31'17"
- Argento alla 10 km dei Luoghi Verdiani ( Salsomaggiore) - 29'04"
- 7º al Palio delle Porte ( Martinengo) - 30'11"
- 7º alla 10 km di Conegliano ( Conegliano) - 30'54"

2002
- Bronzo alla Maratona di Torino ( Torino) - 2h10'58"
- 15º alla City-Pier-City Loop ( L'Aia) - 1h03'41"
- Argento alla Mezza maratona di Ravenna ( Ravenna) - 1h04'48"
- 16º al Giro al Sas ( Trento), 10,9 km - 32'56"
- 9º al Trofeo Città di Trecastagni ( Trecastagni), 10,2 km - 31'50"
- 17º alla BOclassic ( Bolzano) - 30'11"
- Argento al Trofeo Sempione ( Milano) - 30'05"
- 13º alla 10 km di Molinella ( Molinella) - 30'15"
- 10º al Trofeo San Vittore ( Tonadico), 9,1 km - 29'28"

2003
- Argento alla Maratona di Venezia ( Venezia) - 2h11'30"[5]
- 5º alla Roma-Ostia ( Roma) - 1h01'43"
- Oro alla Mezza maratona di Bergamo ( Bergamo) - 1h06'04"
- 7º al Memorial Partigiani Stellina ( Costa Rosa), 14,5 km - 1h21'54"
- 26º alla BOclassic ( Bolzano) - 31'01"
- 6º alla ASICS Run ( Cuneo) - 29'16"
- 8º alla 10 km di Gualtieri ( Gualtieri) - 29'37"
- 4º alla Tuttadritta ( Torino) - 29'46"
- 10º alla Oderzo Città Archeologica ( Oderzo), 9,8 km - 30'00"
- 6º alla Le Miglia de Agordo ( Agordo), 8,864 km - 27'04"
- 6º al Giro Podistico Città di Pordenone ( Pordenone), 8,3 km - 25'00"
- Bronzo alla Corrida di San Lorenzo ( Zogno), 8 km - 24'14"

2004
- Bronzo alla Maratona d'Europa ( Trieste) - 2h13'29"
- Oro alla 30 km di Novellara ( Novellara) - 1h32'07"
- 4º alla Engadiner Sommerlauf ( Bever), 27 km - 1h29'47"
- 5º alla Mezza maratona di Torino ( Torino) - 1h05'01"
- 5º al Trofeo Rione Castelnuovo ( Recanati), 14,3 km - 40'39"
- 11º alla Corrorroli ( Orroli)
- 13º alla Amatrice-Configno ( Amatrice), 8,4 km - 25'52"
- Argento al Trofeo Ipercoop ( Cirié)

2005
- Argento alla Maratona d'Europa ( Trieste) - 2h14'00"
- Bronzo alla Mezza maratona di Bergamo ( Bergamo) - 1h06'50"
- 12º alla Mezza maratona di Recanati ( Recanati) - 1h06'52"
- 8º al Giro del Lago di Resia ( Curon Venosta), 15,3 km - 51'34"
- 11º alla 10 km di Gualtieri ( Gualtieri) - 30'10"
- 8º al Giro delle Mura Città di Feltre ( Feltre), 9,5 km

2006
- Oro alla Mezza maratona di Verona ( Verona) - 1h05'17"
- 6º alla Mezza maratona di Treviglio ( Treviglio) - 1h06'44"[6]
- 9º alla 10 km di Gualtieri ( Gualtieri) - 29'52"
- 12º alla Oderzo Città Archeologica ( Oderzo), 9,9 km - 29'40"

2007
- Oro al Memorial Pierluigi Plebani ( Adrara San Martino), 10,3 km - 45'54"

2008
- 4º alla Mezza maratona di Torino ( Torino) - 1h06'33"
- 5º alla Mezza maratona di Treviglio ( Treviglio) - 1h08'18"
- Bronzo al Trofeo Tre Campanili ( Vestone) - 1h23'35"
- 10º al Memorial Partigiani Stellina ( Costa Rosa), 14,5 km - 1h25'53"
- 15º al Memorial Pierluigi Plebani ( Adrara San Martino), 10,3 km - 46'43"

2009
- 18° alla Mezzoldo-Cà San Marco ( Mezzoldo) - 49'34"[7]

2012
- 15º alla Cortina-Dobbiaco ( Dobbiaco), 30 km - 1h49'50"
- 18º al Diecimila Città dei Mille ( Bergamo) - 33'48"

2014
- 14º alla Stramagenta ( Magenta) - 34'28"